# Loudness War
Der Loudness War (englisch für „Lautheitskrieg“) bezeichnet die Tendenz der Musikindustrie, Musik in allmählich immer höheren Lautheitspegeln – nicht zu verwechseln mit Lautstärkepegeln – zu produzieren, um einen Gesamteindruck zu erzeugen, der sich von dem anderer Künstler abhebt. Diese Komprimierung des Audiosignals führt einerseits zu einer konstanteren „Hörbarkeit“ der Musik, hat aber auch einen hohen Verlust an Dynamik zur Folge; weshalb unter Musikern immer wieder diskutiert wird, ob die Konsequenzen dieser Entwicklung wirklich wünschenswert sind.

## Grundlagen

Veranschaulichung des „Loudness War“ anhand eines Vergleichs der Lautheiten des Beatles-Stückes Something auf verschiedenen Veröffentlichungen im Laufe der Jahre

Das Phänomen lässt sich in vielen Bereichen der Musikindustrie und der Werbeindustrie beobachten, insbesondere im Rundfunk und bei auf DVD und CD veröffentlichten Musikalben; im letzteren Fall rührt der Loudness War von einem Interesse her, CDs zu produzieren, die entweder so laut wie irgend möglich klingen oder aber lauter empfunden werden als CDs von Solokünstlern oder Musiklabels der Konkurrenz.
Die maximale Lautstärke (Amplitude) einer CD ist begrenzt, und diese Grenze wird in lauten Passagen meistens erreicht. Daher ist es nicht möglich, die Lautstärke an sich zu erhöhen. Stattdessen werden die leiseren Passagen lauter gemacht. Das erhöht lediglich die subjektiv empfundene Lautheit bei gleichzeitig reduziertem Dynamikumfang. Die Folge sind Kompression und ggf. sogar Verzerrungen. Manchmal wird auch die Aufnahme-Lautstärke selbst erhöht, was zu Clipping (Übersteuern) in lauten Stellen des Liedes führt.
Bei der Werbeindustrie sowie im Rundfunk und Fernsehen gibt es ähnliche Tendenzen, um etwa den eigenen Sender lauter als die Konkurrenz erscheinen zu lassen, den Werbeblock durch Erhöhen der Lautstärke vom eigentlichen Programm abzuheben oder einen einzelnen Werbespot von anderen.

## Einführung

### Lautheit
Anfangs brach zwischen UKW-Radiosendern ein sogenannter Loudness War aus, ein Mittel, um einen Konkurrenzkampf um Bewertungen der Hörer für die jeweiligen Sender auszufechten. Bald darauf fingen Plattenlabels an, die Lautheit sowohl ihrer LP- als auch CD-Produktionen zu erhöhen. Der Hauptgrund für dieses „Wettrüsten“ liegt in den (subjektiven) Vorteilen der lauter produzierten Variante, es entsteht nämlich ein subjektiv besserer Höreindruck, der auf die Art und Weise der Wahrnehmung von Schalldruck in verschiedenen Pegeln beim menschlichen Ohr zurückgeführt werden kann. Beim Menschen hängt die Fähigkeit, auf unterschiedliche Frequenzen zu reagieren, nicht zuletzt vom Schalldruckpegel ab; folglich kann angenommen werden: Je mehr der Schalldruckpegel erhöht wird, desto größer ist die Anzahl an wahrnehmbaren hoch- und niederfrequenten Tönen. Musik, die mit höheren Pegeln aufgenommen wurde, kann leichter in Umgebungen mit höheren Lärmpegeln reproduziert werden, etwa im Auto, im Zug oder auf einer geschäftigen Einkaufsstraße.
Auch bei Wiedergabesystemen mit geringerer Tonqualität wie z. B. Internet-Audiostreams, Mittelwellenradio, monauralem Fernsehen und Telefonen werden höhere Pegel als subjektiv besser klingend empfunden. Ein weiterer Grund für das Lautheitsproblem lässt sich bei den Künstlern finden, die zunehmend bestrebt sind, ihre Lautheitspegel an die der meistverkauften aktuellen CD-Produktionen anzugleichen.

### Kritik
Nicht nur bei Audiophilen und Hi-Fi-Enthusiasten, sondern auch bei einigen führenden Mitgliedern der Musikindustrie stießen diese Praktiken auf scharfe Kritik, darunter Grammy-Gewinner Doug Sax, Tontechniker Geoff Emerick (weltbekannt durch seine Zusammenarbeit mit den Beatles von Revolver bis zu Abbey Road) und viele andere. Wenngleich Bob Dylan diese Vorgehensweise einerseits strikt mit den Worten ablehnte „Man hört sich diese modernen Produktionen an – sie sind entsetzlich, sie bestehen nur noch aus Sound, es ist nichts mehr klar definiert, keine Stimme – rein gar nichts.“, sind die CD-Ausgaben von Dylans jüngeren Alben “Love and Theft”, Modern Times und Together Through Life andererseits selbst einschlägige Beispiele für starke Kompression.
Spielt ein Radiosender einen CD-Titel, wird dieser mit großer Wahrscheinlichkeit die sendereigene Kette an Signalprozessoren (etwa Optimod) durchlaufen, was den Dynamikumfang noch weiter reduziert und ihn nahe dem Pegel der absoluten Amplitude bringt – ungeachtet der tatsächlichen Lautheit der ursprünglichen CD-Produktion. Kritiker der Methode forderten bereits sofortige Änderungen in der Musikproduktion hinsichtlich des Lautheitspegels.
Im August 2006 klagte der A&R-Vizepräsident des zur Sony-Music-Gruppe gehörenden Labels One Haven Music in einem Offenen Brief die Loudness Wars an und behauptete darin, dass Tontechniker in Masteringstudios entweder gegen ihren Willen zum Lautermachen des Audiomaterials gezwungen würden oder das von vornherein freiwillig täten, um das Interesse von Industriefunktionären auf sich zu ziehen. Zudem existieren Petitionen, um Bands dazu zu bewegen, ihre Produktionen erneut zu veröffentlichen, wobei diese Re-Releases weniger Verzerrung aufweisen sollten. Das könnte bereits ein Anfang sein, die momentan weltweit praktizierte Vorgehensweise der Lautheitserhöhung zulasten des Dynamikumfangs zu untergraben bzw. den „Loudness War“ zu beenden.
Musikalische Werke, zu deren tragenden Elementen die Lautheit gehört, wie es etwa beim Boléro von Ravel der Fall ist, werden zwar mitunter noch gespielt, jedoch durch die extreme Dynamikkompression praktisch mutwillig zerstört.

### Auswirkungen

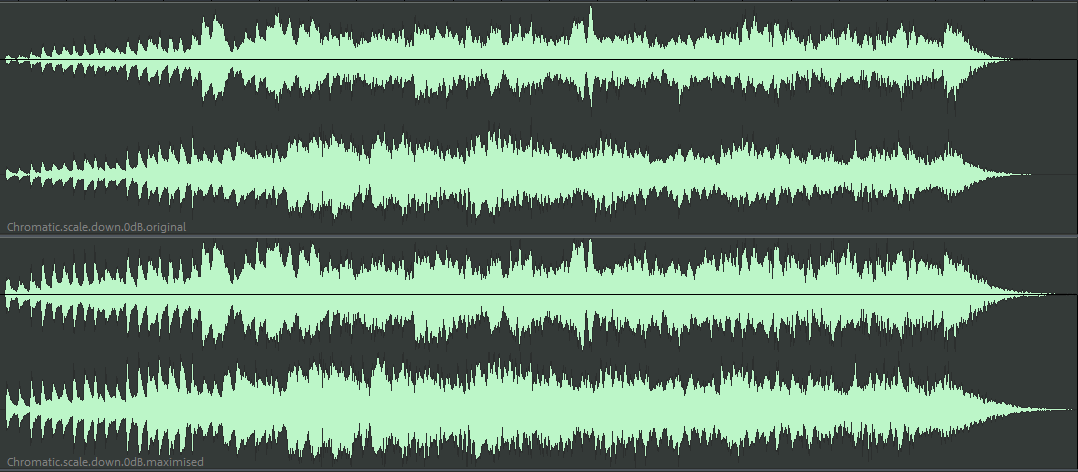
Vergleich einer chromatischen Tonleiter abwärts (Digitalpiano) mit maximaler linearer Aussteuerung (oben) und mit maximaler Aussteuerung und deutlich erhöhter Lautheit (unten)

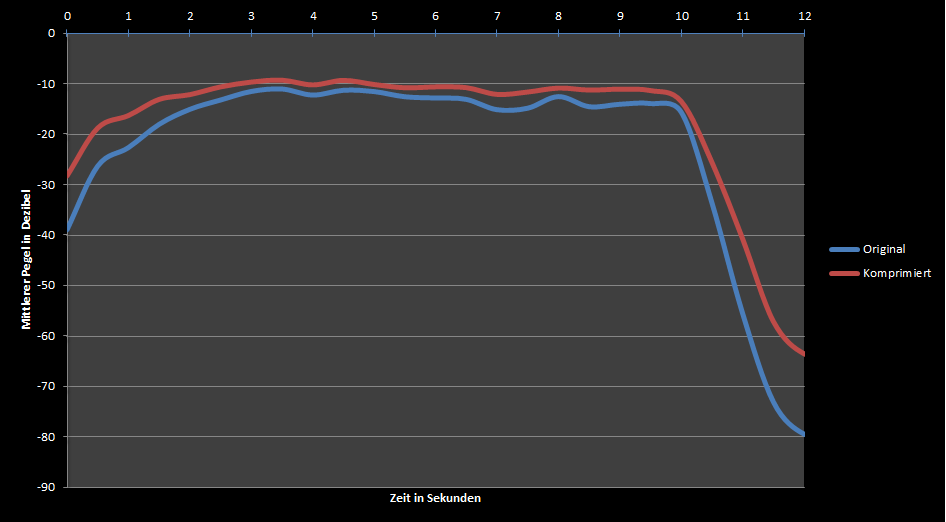
Vergleich der mittleren Pegel bei linearer Aussteuerung (unten, blau) und bei deutlich erhöhter Lautheit (oben, rot)

Die Methode, die Lautheit einer CD zu erhöhen, damit sie lauter als Konkurrenzproduktionen wird, führt bei übertriebener Anwendung zu Verzerrungen.
Im digitalen Umfeld wird das landläufig als „Übersteuerung“ (englisch clipping) bezeichnet. Digitale Tonträger können einzelne Werte (samples), die höher als 0 dBFS sind, nicht abbilden. Somit weist die resultierende Wellenform jedes Mal, wenn Signalspitzen die 0 dBFS überschreiten, Verzerrungen auf. Da jedoch einige Töne und Klänge wie der „Kick“ einer Bass Drum im Schlagzeug nur kurz ihren Spitzenpegel erreichen und zudem erheblich lauter als der Rest des Signals sind, kann der Tontechniker die Aufnahme durch Erhöhen der Lautstärke lauter machen und dabei in Kauf nehmen, dass die Spitzenpegel der „Kicks“ im Schlagzeug tatsächlich beschnitten („clipped“) werden. Das wird vom Durchschnittshörer selten registriert. Treten in einem Musikstück jedoch zu oft Verzerrungen auf oder klingen bestimmte Signale deutlich verfälscht, so wird das Hörerlebnis unangenehm beeinflusst. Die meisten modernen Produktionen – hauptsächlich der Popmusik, aber auch viele Klassik- und Jazz-CDs – weisen diese Übersteuerungen auf.
Da sich das Signal bei analogen Audiomedien „verbiegt“, sobald es den absoluten Maximalpegel von 0 dBFS erreicht, lässt sich das auch im digitalen Umfeld zunutze machen, und zwar entweder, indem analoges Audiomaterial vom Band (unter Ausnutzung der Bandsättigung) auf ein digitales Aufnahmemedium überspielt wird, oder durch die Verwendung von Software, die diesen Effekt emuliert. Fachsprachlich wird hier manchmal von „Soft Clipping“ gesprochen.
Diese analoge Verzerrung erzeugt Oberschwingungen, die vom Hörer als ein kleines „Knacken“ oder „Zischen“ wahrgenommen werden. Die Resultate dieses Effekts werden von einigen Faktoren beeinflusst: zum einen von den Eigenschaften des Originalklangs selbst, zum anderen von der Stärke und vom Typ der verwendeten Verzerrung. Da die auf analogem Wege hervorgerufene Verzerrung nicht „abflacht“ wie beim digitalen Clipping, klingen die Ergebnisse weniger unangenehm. Je mehr Overdrive-Effekt auf das Signal angewandt wird, desto mehr Verzerrung wird erzeugt, wobei deren Stärke in einem Bereich von „gerade noch wahrnehmbar“ (sehr schwach) bis „sehr stark hörbar“ liegen und diese – genau wie beim digitalen Clipping – vom unterschiedlichen Verhalten der verschiedenen Musikinstrumente bei Verzerrung abhängen kann.
In den übrigen Fällen wird meistens Gebrauch von Kompression oder Limiting gemacht. Zwar wird die daraus entstehende Verzerrung bei der endgültigen Abmischung („Final Mix“) minimiert, jedoch reduziert sich die Ausdrucksstärke der Einschwing-Transienten (z. B. beim Schlagzeug) durch diese Methode erheblich und kann – sobald die Einstellungen zu aggressiv werden – den natürlichen Dynamikcharakter anderer an der Aufnahme beteiligter Instrumente stark modifizieren – in den meisten Fällen mit negativen Folgen für das Klangbild. Techniken zur Lautheitserhöhung beeinflussen allerdings nicht in jedem Fall die sogenannte Makrodynamik, das heißt die relativen Lautstärkeunterschiede in den verschiedenen Abschnitten des Musikstücks. Beispielsweise beeinflussen lautheitsbasierte Signalkompressoren (zu denen auch die Limiter zählen) lediglich das „lokale“ Signal.
Landläufig machen Mastering-Studios Gebrauch von Mehrbandkompression, um eine etwas homogenere, leichter auszupegelnde Abmischung zu erzielen – die zudem auch mit billigen Wiedergabegeräten besser harmoniert – oder um einen ganz individuellen Klang oder künstlerischen Effekt zu erzielen. „Radiotaugliche“ Kompression wird andererseits auf die Musik angewandt, um die Lautstärken in verschiedenen Abschnitten des Musikstücks etwas feiner aufeinander abzustimmen, was die Produktion zwar geeigneter macht für das Hören im Hintergrund oder für lärmbelastete Umgebungen, jedoch auch die dynamische Ausdrucksfähigkeit des gesamten Stücks mittel- bis sehr stark beeinträchtigen kann.
Allgemein sinkt durch die Verzerrungen die Sprachverständlichkeit, die Differenzierbarkeit der Melodie geht zurück, Instrumente büßen ihren Klangcharakter ein, und sanfte Hintergrundmelodien werden „überdröhnt“.

## Geschichte
(Anmerkung: Einige der im Folgenden erläuterten Beispiele verwenden RMS-(Root-Mean-Square-)Werte, die auf Berechnungen durchschnittlicher CD-Audiosamples basieren, wobei der Vollausschlag von 0 dB als Referenzwert genommen wurde.)
Die Vorgehensweise beim Mastering, das Hauptaugenmerk auf die Lautheit zu setzen, lässt sich auf den ersten Blick zunächst bis zu den Anfängen der CD zurückverfolgen, existierte jedoch bei näherem Hinsehen bereits zu einer Zeit, als die Vinyl-Schallplatte noch das Standard-Aufnahmemedium war. Viele Musiklabels brachten Sampler heraus, und sobald ein Künstler und Produzent herausfand, dass sein Song leiser war als die anderen Songs auf der Kompilation, bestand er darauf, seinen Song remastern zu lassen, damit er wieder mit den anderen „mithalten“ konnte. Ferner wurden bei vielen Motown-Veröffentlichungen die Limits, wie laut eine Platte maximal sein konnte, immer höher gesetzt, und angeschlossene Labels waren bekannt dafür, dass sie „die lautesten 45-RPM-Releases der Musikindustrie produzierten“.
Dennoch setzte das Vinylformat für Lautheit und Kompression physikalische Grenzen: allzu aggressive Modifikation von einer der beiden Eigenschaften oder beider führte dazu, dass die LP, Maxi oder Single nicht mehr abspielbar war; was auch eine Erklärung dafür liefert, dass die Erhöhung der Lautheit niemals die aggressiven Werte einer digitalen Produktion erreichen konnte, wobei letztere keinerlei Grenzen mehr unterworfen war. Dazu kommt, dass Tontechnikern in Masteringstudios heute viel mehr Möglichkeiten als in früheren Zeiten zur Verfügung stehen: moderne digitale Effektprozessoren gestatten es dem Techniker, eine viel größere Kontrolle über die Lautheit eines Songs zu haben als je zuvor; z. B. können sie Gebrauch von einem Brick-Wall-Limiter machen. Dieser ist – in seiner digitalen Form – in der Lage, ein Audiosignal vorausschauend zu bearbeiten und so den Pegel ohne Verzögerung zu begrenzen, während die analoge Variante normalerweise nicht vorausschauend arbeiten, sondern nur auf das Signal reagieren kann, wodurch eine minimale Reaktionszeit von ein paar Millisekunden entsteht.
Die Entwicklungsstufen der zunehmenden Lautheitsanhebung bei der CD lassen sich grob auf die ersten zweieinhalb Jahrzehnte verteilen, seitdem das Medium CD existiert.
Da in der Popmusik die CD bis zum Ende der 1980er Jahre noch nicht das Standardmedium darstellte, gab es wenig Motivation dafür, Lautheit anzuheben, um die Stücke an die Lautheit der Konkurrenzprodukte anzugleichen. Zudem waren CD-Player sehr teuer und somit im Allgemeinen High-End-Systemen vorbehalten, auf welche die während dieser Zeit verwandten höheren Aufnahmepegel eine eher negative Auswirkung hatten. Dazu kommt, dass es die ersten vier oder fünf Jahre nach Einführung der CD keinerlei Möglichkeit gab, eine Aufnahme im digitalen Umfeld zu komprimieren, da seinerzeit in den Masteringstudios noch keine digitalen Signalprozessoren zur Verfügung standen.
Zusammenfassend gesagt ging es bei beiden gebräuchlichen Methoden des CD-Mastering entweder darum, den höchsten Pegel einer Produktion bei 0 dB Voll- oder Fast-Vollausschlag einzustellen, oder aber die digitalen Pegel in Beziehung zu den angezeigten Pegeln der etwas gewohnteren Vu-Meter zu setzen. Wurden VU-Meter verwendet, wurde ein bestimmter Pegel (gewöhnlich −6 dB, oder 50 % der CD-Amplitude auf linearer Skala) eingestellt, der genauso wie ein Sättigungspegel (definiert als 0 dB) einer analogen Produktion fungierte, wobei man einige dB des CD-Aufnahmepegels für potentielle Ausschläge in die sogenannte „Rote Zone“ (dargestellt durch eine rot schraffierte Fläche in der Anzeige des VU-Meter) reservierte – da digitale Aufnahmemedien vom Pegel her nicht über 0 dB hinauskommen können. Zu dieser Zeit lag der RMS-Pegel eines zufällig herausgegriffenen Rocksongs bei etwa −18 dB.
Mit dem Ende der 1980er Jahre kamen Produktionen auf den Markt, die diesen Pegel überschritten, und es sah damals bereits so aus, dass CD-Lautstärken mit immer größerer Wahrscheinlichkeit das digitale Limit durchbrechen sollten; vorausgesetzt, die Signalverstärkung würde bei nicht mehr als etwa zwei bis vier digitalen Samples ein Clipping hervorrufen. Das führte zu Produktionen, bei denen das VU-Meter bei einer wahllos herausgegriffenen Pop-CD mit kraftvollem Beat oder einer Rock-CD nahe 0 dB ausschlug und nur selten die tatsächlichen 0 dB erreichte. Das Album Appetite for Destruction von Guns n’ Roses liefert ein Beispiel aus den frühen Jahren, bei dem alle Tracks im Durchschnitt einen RMS-Pegel von −15 dB aufweisen.
In den frühen 1990er Jahren beschlossen einige in Mastering-Studios angestellte Tontechniker, diese Methode um einen Schritt zu erweitern, und mit den CD-Pegeln genauso wie mit denjenigen eines analogen Tapes zu verfahren und den digitalen Vollausschlag von 0 dB mit dem analogen Sättigungspegel gleichzusetzen, so dass die Produktion derart laut war, dass jeder (oder nahezu jeder) Taktschlag 0 dB oder mehr erreichte. Obwohl einige frühe Alben aus dieser Zeit existieren (z. B. das 1991 erschienene, inoffiziell sogenannte „Black Album“ von Metallica), kam quasi kein Album vor 1992 auf den Markt, das auf diese Weise gemastert worden war. Zwei Beispiele aus dem Jahr 1992 sind Dirt von Alice in Chains und Angel Dust von Faith No More. Während der gesamten Dekade variierte die Lautheit bei CDs in extremer Weise, wobei es immer auf die jeweiligen Ansichten des Tontechnikers und anderer beteiligter Personen im Masteringstudio ankam.
1994 schließlich wurde dieses „hot mastering“ genannte Verfahren überall eingesetzt, obwohl es Ausnahmen gab: das Album Superunknown von Soundgarden zählt zu diesen Ausnahmen, da es noch im „alten Stil“ gemastert wurde. Die durchschnittliche Lautheit einer Rock-CD, in RMS ausgedrückt, lag bei −12 dB.
Im Großen und Ganzen wurden die meisten in den 1990ern veröffentlichten Rock- und Pop-CDs nach diesem Verfahren produziert.
Das Interesse, „hot mastered“ CDs zu veröffentlichen, stieß bei den Funktionären der Musikindustrie allmählich auf Gegenliebe, nicht nur weil Kunden die lauteren CDs lieber anhörten. Tontechniker, Musiker und Labels entwickelten unabhängig voneinander ihre eigenen Konzepte, wie sich CDs lauter machen lassen könnten. Während die Lautheit bei CDs in den 90ern noch peu à peu erhöht wurde, planten einige, das Maximum aus diesem Verfahren herauszuholen: so überschreitet der Großteil der Stücke auf (What’s the Story) Morning Glory? von Oasis bereits die −8 dB, was damals (1995) noch sehr selten vorkam.
Im Jahr 1997 assistierte Iggy Pop beim Remastering und der Neuabmischung des erstmals 1973 veröffentlichten Albums Raw Power seiner Band The Stooges, was ein Album hervorbrachte, das in jeder Hinsicht einzigartig war: die lauteste Rock-CD, die je aufgenommen wurde, mit einem RMS von −4 dB, was selbst für heutige Standards sehr selten auftritt.
Ein weiteres extremes Beispiel ist die japanische Noise-Rock-Band Guitar Wolf, welche die akustischen Verzerrung der Signalübersteuerung als legitimes Gestaltungselement für ihre Ästhetik betrachten und ihre CDs weit jenseits der Clippinggrenze aufnehmen.
Nach der Jahrtausendwende sollten die Lautheitsstandards schließlich ihren Höhepunkt erreichen.
Ungeachtet der letzten Jahre, bei denen −10 dB noch den Quasi-Standard darstellte, wird dieser gegenwärtig bereits auf −9 dB oder noch höher angehoben. Ausnahmen dieser Regel sind dieser Tage sehr schwer zu finden. Ein oft zitiertes Beispiel für extreme Anhebung der Lautheit ist die 2001 erschienene CD Their Greatest Hits: The Record der Bee Gees. Universal Records ließ alle Tracks neu mastern, wobei viele auf durchschnittliche −10 dB aussteuerten, was bei einigen der älteren Songs auf der verhältnismäßig sonoren Bassspur zu Verzerrungen führte.
Zu umfangreichen Kontroversen führte das 2008 veröffentlichte Album Death Magnetic von Metallica, das Analysen verschiedener Kritiker zufolge unter ständigem Clipping leide.
Viele Aufnahmen der Toten Hosen sind ebenfalls so laut gemastert, dass sie hörbare Verzerrungen enthalten. Bekannte Beispiele sind die Refrains von „10 kleine Jägermeister“, „Tage wie diese“, sowie „Warum werde ich nicht satt?“.

## Meinungen
Die Meinungen über die Auswirkung des Loudness War sind fast ausschließlich subjektiver Natur. Die Verfechter von „lauteren“ CDs sind der Ansicht, dass der Konsument ohnehin lauteren CDs den Vorzug gäbe und diese außerdem die bessere Wahl für lärmdurchsetzte Umgebungen darstellen.
Eine andere Gruppe wiederum vertritt die Ansicht, dass bei der Diskussion darüber nur eine kleine Anzahl von Alben berücksichtigt werden sollte (z. B. das 1999er Album Californication der Red Hot Chili Peppers: ein Album, bei dem hochfrequentes digitales Clipping in so großer Anzahl auftrat, dass Hi-Fi-Enthusiasten vielfach Beschwerden einreichten), während wieder andere der Meinung sind, dass jedwede CD, die sich häufig am digitalen Vollausschlag orientiert, als „inakzeptabel“ eingestuft werden sollte. Ohnehin bemerken viele Musikhörer den Unterschied ohne direkten Vergleich mit dem Original nicht wirklich. Manch anderer hält sie lediglich für ein kleineres Übel. Und wiederum andere halten sich für nicht imstande, ein Album, das mittels einer lautheitsorientierten Methode gemastert wurde, von Anfang bis Ende anzuhören.
In der Septemberausgabe des Jahres 2011 von Sound on Sound, einer führenden Zeitschrift im Bereich der Musiktechnologie, veröffentlichte Emmanuel Deruty einen Artikel, in dem er vehement bestreitet, dass der „Loudness War“ zu einer Verringerung der Variabilität der Dynamik in moderner Musik geführt hätte. Ein Indiz dafür sei die Tatsache, dass im Vergleich zu einer analogen Vorlage die digitale Vorlage moderner Aufnahmen über eine viel höhere Dynamik verfügt. Dieses Argument wird im Artikel von Deruty und Tardieu, der im Journal of the Audio Engineering Society im Januar 2014 erschienen ist, wieder aufgegriffen und weiter ausgeführt.
Der Ausgangspunkt für Derutys und Tardieus Kritik war der im Jahr 2007 von IEEE Spectrum veröffentlichte Artikel von Suhas Sreedhar mit dem Titel The Future of Music. Sie stellten fest, dass Sreedhar zunächst den Scheitelfaktor eines Songs als die Differenz (in Dezibel) zwischen dem Maximalpegel und dem Durchschnittspegel deutet, die er alsdann den Dynamikbereich nennt. Anschließend würde Sreedhar mit der Erklärung fortfahren, wie eine Reduzierung dieses Dynamikbereichs zu einem konstanten Schallpegel führe: „[es] wäre als ob jemand alles was er oder sie sagt herausschrie“. Damit beriefe er sich nun auf die Variabilität der Lautstärke. Dasselbe Argument wurde später in populären nichtakademischen Publikationen wie The Wall Street Journal mehrfach wiederholt.
Nach Meinung von Deruty und Tardieu würde eine solch schlampig ausgeführte Verallgemeinerung der Dynamik nur Verwirrung zwischen den Begrifflichkeiten des Scheitelfaktors (Spitzenwert zu RMS) und der Dynamik im musikalischen Sinne (pianissimo zu fortissimo) schüren. Zudem würde sie zu einem Mangel an Verständnis der Ursachen des Lautstärkekriegs beitragen. Sie schlagen vor, dass der Terminus Dynamikbereich aufgrund des Fehlens einer zweckmäßigen Definition vollends vermieden werden sollte.
Deruty und Tardieu haben anschließend die Evolution sowohl des Scheitelfaktors als auch des R128 Loudness Range (LRA) über eine Zeitspanne von 45 Jahren ausgewertet. Sie stellen fest, dass der LRA stets stabil blieb, obgleich der Scheitelfaktor zwischen 1985 und 2010 deutlich abnahm. Somit schlussfolgern sie, dass die makrodynamische Variabilität durch den Lautstärkekrieg nicht wesentlich beeinträchtigt wurde. Diese Schlussfolgerung wurde ein halbes Jahr später durch die Veröffentlichung von Joan Serrà in Nature’s Scientific Reports untermauert.
Die Form der Auswertung wurde von manch anderem wiederum in Frage gestellt. Es wurde angeführt, dass der LRA (der von Deruty zur Auswertung der Variabilität herangezogen wurde) für die Messung der Lautstärkevariation innerhalb eines Titels (manchmal auch Makrodynamik genannt) konzipiert wurde, während das R128 Peak-to-Loudness Ratio (PLR) ein Maß für die Mikrodynamik sei – ähnlich wie der Scheitelfaktor. Shepherd und Katz, z. B., behaupten, dass das PLR ein besseres Maß für die Bewertung des gesamten wahrgenommenen Dynamikbereichs sei. Und dieser weise eindeutig einen Abwärtstrend auf im Laufe der 1990er. TC Electronic’s Senior-Versuchsingenieur Esben Skovenborg wiederum vertritt den Standpunkt, dass der Scheitelfaktor keine ausreichende Beschreibung für die Dynamik von Musik in sich birgt. Wieso das der Fall sei und warum der LRA als besser geeignet betrachtet werden kann, erklärte er in seinem Beitrag zur AES Convention in 2012.
Nach heutigem Stand (Oktober 2014) gibt es keine Einigung darüber, ob der Dynamikbereich nun als LRA oder PLR ausgedrückt werden soll. In ihrem Beitrag aus dem Jahr 2010 schaffen Jon Boley et al. es nicht, einen direkten Zusammenhang, weder zwischen dem LRA noch einer Variante des PLR und der Wahrnehmung der Musikdynamik, herzustellen. Außerdem sollte nicht außer Acht gelassen werden, dass die breite Masse wohl kaum ausreichend Sensibilität für Dynamikkompression besitzt, worauf uns Jens Hjortkjær und Mads Walther-Hansen in ihrem Artikel von 2014 im Journal of the Audio Engineering Society hinweisen. Die Autoren haben untersucht, ob Dynamikkompression sich negativ auf die Klangqualität auswirkt. Sie stellen fest, dass „die Ergebnisse keine Nachweise für die Auswirkungen der Dynamikkompression liefern, weder auf persönliche Präferenz noch auf wahrgenommene Tiefe. Die Daten suggerieren, dass die Hörer weniger empfindlich als allgemein angenommen seien, gar bei einem hohen Kompressionsgrad.“

## Weitere Formate

### Sonstige audiovisuelle Medienformate
Gegenwärtig scheint der Loudness War vorwiegend Audio-CDs und – daraus folgend – alle Reproduktionen in digitaler Form (MP3 usw.) zu betreffen.

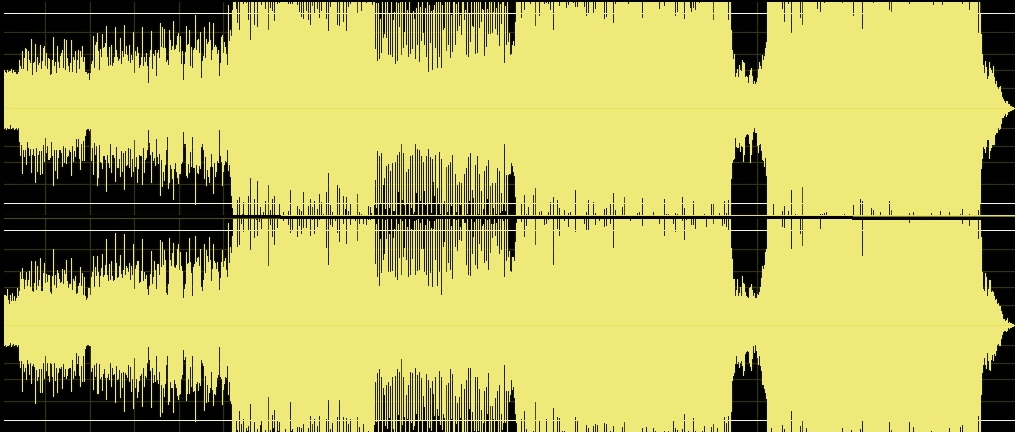
Titel von CD

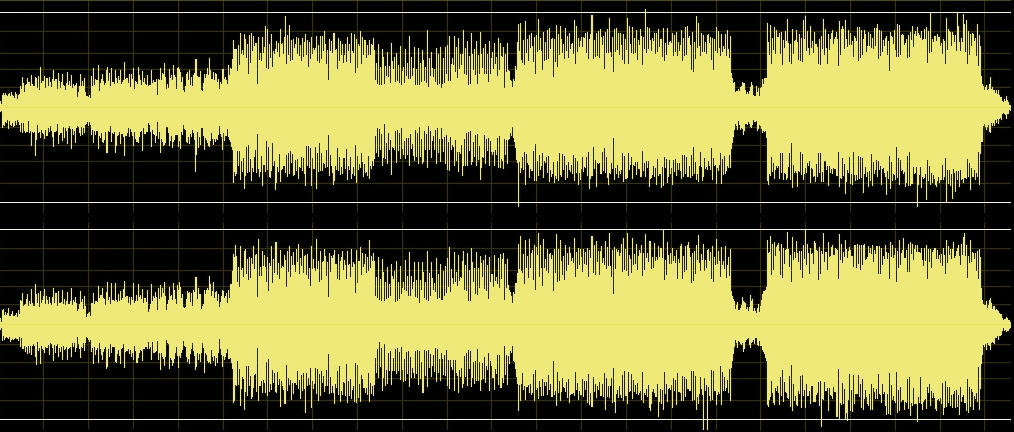
Titel von LP

Teilweise sind jedoch auch neuere Veröffentlichungen und Remasters auf Vinyl-Schallplatte betroffen, da für dieses Format zwar ein besonderes Mastering notwendig ist; diese Masters aber häufig direkt aus den Digital-Masters erstellt werden. Die technischen Grenzen des „analogen“ Materials machen dabei eine Lautstärkereduzierung vor dem Pressen notwendig, sodass die hohe Lautheit keine Auswirkung auf das Endergebnis hat. Beim Betrachten der Wellenform derartiger Vinyl-Aufnahmen (siehe Bild rechts) kann fälschlicherweise der Eindruck eines dynamischeren Masters entstehen, das hat seine Ursache in der Verzerrung des (elektro-)mechanischen Produktions- und Wiedergabeverfahrens. Es gibt aber auch Beispiele neuerer Veröffentlichungen, bei denen sich die Vinyl-Version tatsächlich positiv von der digitalen Version abhebt.
Auch einige Veröffentlichungen auf SACD und DVD-Audio sind von der Methode betroffen; ungeachtet dessen enthalten nahezu alle DVD-Audio-Tonträger entweder eine Dolby-Digital (AC3)- oder DTS-Audiospur, damit die DVD auch auf einem handelsüblichen DVD-Player abgespielt werden kann, der keine „echte“ DVD-Audio-Wiedergabe unterstützt. Dolby Digital hat einen gut ausbalancierten, wohldefinierten Wiedergabepegel, was die DTS-Audiospur im Laufe der Zeit vermutlich ebenfalls übernehmen wird. Daher ist es vorteilhaft, dass die hochaufgelöste Audiospur sich bei der Produktion an demselben Referenzpegel orientiert – was auch normalerweise der Fall ist.
Da die Zielgruppe dieser neuartigen, hochaufgelösten Tonträgerformate größtenteils aus audiophilen Musikliebhabern besteht, wäre jeglicher Versuch der Anwendung lautheitsorientierten Masterings auf die Audiospuren stark kontraproduktiv, da die anvisierte Zielgruppe dafür bekannt ist, hinsichtlich Tonqualität und Dynamik sehr kritisch zu sein.

### Problematik der Werbespots
Werbespots sind in Deutschland etwa seit Anfang der 1980er Jahre verstärkt vom Loudness War betroffen. Spots werden im Allgemeinen immer stärker komprimiert, um den einzelnen Spot lauter als andere Spots und die Werbespots insgesamt lauter als das übrige Programm erklingen zu lassen. Der Spot soll die Rundfunk- und Fernsehteilnehmer mit der Werbebotschaft überrumpeln. Die beim ZDF noch 1984 angewendeten Aussteuerungsrichtlinien sahen beispielsweise vor, Werbeblöcke 9 dB geringer als Sprachsendungen auszusteuern. Zehn Jahre später war es bei vielen Privatsendern bereits üblich, die Werbung 9 dB stärker als die Programmbeiträge auszusteuern. Dabei liegen nahezu sämtliche Werbespots bereits wesentlich höher komprimiert vor als Programmbeiträge. Im Hörfunk lief parallel dazu eine sehr ähnliche Entwicklung.
Für das Fernsehen wurden inzwischen diverse Workarounds für das von einer zunehmenden Zahl von Zuschauern als lästig empfundene Lautstärkenproblem entwickelt, so gibt es z. B. externe Zusatzgeräte, die die maximale Lautheit des durchgeschleiften Signals auf einen eingestellten Wert beschränken oder die Empfangsgeräte selbst bieten eine Funktion, per Fernbedienung die Lautstärke während der Werbung mit einem Tastendruck um einen vorher definierten Wert abzusenken.

## Mögliche Auswege und Lösungen
- Vom 31. August 2012 an planten die öffentlich-rechtlichen und privaten Fernsehprogramme in Deutschland ihre Tonpegel nach der neuen Aussteuerungsrichtlinie R-128[14] der Europäischen Rundfunkunion (EBU) auszusteuern.[15] Dazu wurden eine neue Messmethode[16] und die neue Maßeinheit Loudness Units Full Scale („LUFS“) entwickelt, die es ermöglichen soll, den Tonpegel nach seiner „Lautheit“ und nicht mehr nach seinem Spitzenpegel auszusteuern. Alle Arbeitsplätze, an denen Tonbearbeitung stattfindet, sollten dazu mit neuartigen Messinstrumenten ausgerüstet werden. Dadurch würden stark komprimierte Werbespots künftig nicht mehr lauter als beispielsweise Nachrichten oder Spielfilme klingen. Auch würde es keine starken Lautstärkesprünge zwischen unterschiedlichen Fernsehprogrammen mehr geben. In der Praxis hat sich diesbezüglich jedoch nichts getan; die Fernsehwerbung klingt auch heute noch fast überall lauter als das restliche Programm.

Diese Methode zur Angleichung der Lautheit ist auch für Hörfunkprogramme geeignet, jedoch gibt es für Radioprogramme noch keinen verbindlichen Einführungstermin.
- Verlagerung des Kompressionsvorgangs auf das Endgerät der Musikhörer, indem bei Consumer-Hi-Fi-Komponenten Unterstützung für Kompressions- und Limiter-Einstellungen bereitgestellt wird. Ob und wie stark Kompression eingesetzt wird, bleibt dann den Hörern überlassen. (Die etablierten „Loudness“-Tasten an Verstärkern haben nichts mit Kompression oder Limiting zu tun, mithin hat der Begriff „Loudness“ dort nichts mit dem im Artikel behandelten Loudness War zu tun. Vielmehr ist die „Loudness“-Funktion eine Klangbeeinflussung in Abhängigkeit von der Stellung des Lautstärkereglers.)
- Im Jahr 2001 schlug man einen neuen Standard für digitale Audioformate vor: Replay Gain. Eine Software, die den Replay-Gain auslesen kann, berechnet die vom Ohr wahrgenommene Lautheit eines einzelnen Tracks oder eines Albums und speichert die Pegelwerte in den Tags der Datei, damit eine Software, welche die Datei wiedergeben und Replay Gain unterstützen kann, den Wiedergabepegel auf einen Standardpegel einstellen kann. Wird auf diese Weise eingepegelt, können stark komprimierte Tracks häufig etwas leiser klingen als älteres Audiomaterial, das nicht so stark komprimiert wurde. Der effektivste Beweis kann durch Vergleich eines Original-CD-Release mit seinem späteren Remaster erbracht werden.
 Dieses „volume levelling“ genannte Verfahren wird auch von einigen bekannten Playern unterstützt, z. B. „Sound Check“ bei iTunes oder „Volume Levelling“ im Windows Media Player. Zu beachten ist allerdings, dass „volume levelling“ – was das von Replay Gain verwendete ebenfalls einschließt – lediglich die Lautstärke des lautheitsbasiert gemasterten Audiomaterials reduzieren kann, jedoch weder durch zu starke Kompression „verlorene“ Dynamikwerte wieder errechnen noch die Folgen von Clipping vermeiden kann.
- Die DualDisc ist eine doppelseitige CD, bei der auf der einen Seite das Album in CD-Audio (gewöhnlich mit dem Ziel der maximalen Lautheit gemastert) und auf der anderen in DVD-Audio unter Verwendung von „milderem“ Mastering vorliegt. Das schafft einen sinnvollen Kompromiss: die Seite mit „CD-Audio“ kann im Auto oder im mp3-Player abgespielt werden und somit ihre Vorzüge von starker, lautheitsorientierter Kompression ausspielen; die andere Seite kann zu Hause auf Hi-Fi-Equipment abgespielt werden, damit der Musikhörer in den Genuss des vollen Dynamikumfangs der CD-Produktion kommen kann.
- HDCD (High Definition Compatible Digital) ist eine Technologie, die beim Mastern einer CD von Dynamikkompression Gebrauch macht. Wird die HDCD auf einem handelsüblichen CD-Player abgespielt, ist der Sound komprimiert und erscheint „laut“. Wird die HDCD allerdings auf einem speziellen CD-Player abgespielt, der HDCD unterstützt, kommt das Modul zur Erweiterung des Dynamikumfangs ins Spiel, das die beim Mastering verwendeten Kompressionswerte in ihr Gegenteil umkehrt. Wäre die Akzeptanz von HDCD besser, würde es für den Durchschnittskonsumenten (der seine Musik gerne im Auto oder auf dem mp3-Player hört) möglich, seine Musik „laut“ zu hören mit viel Kompression, während der andere auf seinem HDCD-Player die Musik unter Ausnutzung des vollen Dynamikumfanges genießen kann. Leider haben jedoch nur sehr wenige CD-Player diese Option zum Dekodieren von HDCD-Daten, so dass dieses derzeit noch einen winzigen Nischenmarkt darstellt; zum anderen sind lizenzrechtliche Fragen zu klären, wenn die Technologie verwendet wird: z. B. darf das dekodierte Signal nicht für digitale Ausgabe verfügbar gemacht und somit „unterwegs abgegriffen“ werden.